# Andrzej Adamski (prawnik)
Andrzej Maria Adamski (ur. 1950) – polski prawnik, doktor habilitowany nauk prawnych, profesor nadzwyczajny Uniwersytetu Mikołaja Kopernika w Toruniu, specjalista w zakresie prawa karnego, kryminologii i prawa komputerowego.

## Życiorys
W 1984 na Wydziale Prawa i Administracji Uniwersytetu Mikołaja Kopernika w Toruniu na podstawie rozprawy pt. Alkohol a przestępczość w świetle kryminologii otrzymał stopień naukowy doktora nauk prawnych. Tam też w 2000 na podstawie dorobku naukowego oraz rozprawy pt. Prawo karne komputerowe uzyskał stopień doktora habilitowanego nauk prawnych w zakresie prawa, specjalności: kryminologia,  prawo karne. Został kierownikiem Katedry Prawa Karnego i Polityki Kryminalnej WPiA UMK oraz profesorem nadzwyczajnym UMK.

## Wybrane publikacje
- Kontrola dostępu do danych telekomunikacyjnych podlegających obowiązkowi retencji na tle ustawodawstwa wybranych państw Unii Europejskiej (2012)
- Nauki penalne wobec szybkich przemian socjokulturowych : księga jubileuszowa profesora Mariana Filara. T. 1 (red. nauk., 2012)
- Nauki penalne wobec szybkich przemian socjokulturowych : księga jubileuszowa profesora Mariana Filara. T. 2 (red. nauk., 2012)
- Karalność oszustw na szkodę interesów finansowych Unii Europejskiej na podstawie prawa polskiego (2012)
- Przestępczość gospodarcza z perspektywy Polski i Unii Europejskiej : materiały konferencji międzynarodowej, (Mikołajki, 26-28 września 2002) = Economic crime in Polish and European Union perspectives : proceedings of the international conference, (Mikołajki, 26-28 September 2002), (red. nauk., 2003)
- Przestępczość w cyberprzestrzeni : prawne środki przeciwdziałania zjawisku w Polsce na tle projektu konwencji Rady Europy (2001)
- Prawo karne komputerowe (2000)
- Prawne aspekty nadużyć popełnionych z wykorzystaniem nowoczesnych technologii przetwarzania informacji = Legal aspects of computer - related abuse : [przestępczość komputerowa] : materiały z międzynarodowej konferencji naukowej : Poznań 20-22 kwietnia 1994 r. = proceedings of the international conference (1994)[1]